# Ophelia borealis
Ophelia borealis är en ringmaskart som beskrevs av Jean Louis Armand de Quatrefages de Bréau 1866. Ophelia borealis ingår i släktet Ophelia och familjen Opheliidae. Arten är reproducerande i Sverige. Inga underarter finns listade i Catalogue of Life.